# Armand Baeyens
Armand Baeyens (Iddergem, 22 juni 1928 – 1 juli 2013) was een Belgisch wielrenner. Hij was beroepsrenner van 1946 tot 1957. Baeyens won in de Ronde van Frankrijk 1951 de etappe naar Gap. In 2009 heeft Armand Baeyens een Lifetime Achievement Award ontvangen op het sportgala in Denderleeuw. Hij overleed thuis in Iddergem (deelgemeente van Denderleeuw) op 1 juli 2013.

## Resultaten in voornaamste wedstrijden
| Jaar | Ronde van Italië | Ronde van Frankrijk | Ronde van Spanje |
| ---- | ---------------- | ------------------- | ---------------- |
| 1949 |                  |                     |                  |
| 1950 |                  | 23e                 |                  |
| 1951 |                  | 40e (1)             |                  |
| 1952 |                  |                     |                  |
| 1953 |                  |                     |                  |
| 1955 |                  |                     |                  |
| 1956 |                  |                     |                  |

| Jaar | Gent-Wevelgem | Ronde van Vlaanderen | Waalse Pijl |
| ---- | ------------- | -------------------- | ----------- |
| 1949 | 40e           | 50e                  |             |
| 1950 |               |                      |             |
| 1951 |               |                      | 18e         |
| 1952 |               | 23e                  |             |
| 1953 |               |                      | 37e         |
| 1955 | 17e           |                      |             |
| 1956 | 16e           |                      |             |